# جيمس جاي جنكينز
جيمس جاي جنكينز (بالإنجليزية: James J. Jenkins)‏ هو عالم نفس أمريكي، ولد في 1923، وتوفي في 2012.